# 名寄ラジオ中継局
名寄ラジオ中継局（なよろラジオちゅうけいきょく）は、北海道名寄市にある中波放送中継局の総称。正式な名称は、NHKが放送局としてはNHK名寄放送局（中継局は通称）、送信施設としては名寄ラジオ中継放送所である。

## 概要
- 当中継局にはNHK旭川放送局中波放送と在札民放ラジオ局の中継局が置かれている。
- 主な放送エリアは和寒町以北の上川地方北部である。

## 中継局概要
| 周波数 （kHz） | 放送局名    | 呼出符号 | 空中線 電力 | 放送対象地域                         | 放送区域 内世帯数 | 開局日          |
| -------------- | ----------- | -------- | ----------- | ------------------------------------ | ----------------- | --------------- |
| 837            | NHK 旭川第1 | なし     | 1kW         | 道北圏 （上川・留萌・ 宗谷・北空知） | 不明              | 1955年 1月1日   |
| 1125           | NHK 旭川第2 | なし     | 1kW         | 全国                                 | 不明              | 1957年 2月10日  |
| 1197           | STVラジオ   | なし     | 1kW         | 北海道                               | 不明              | 1976年 11月11日 |
| 1494           | 北海道放送  | JOTL     | 1kW         | 北海道                               | 不明              | 1958年 10月6日  |

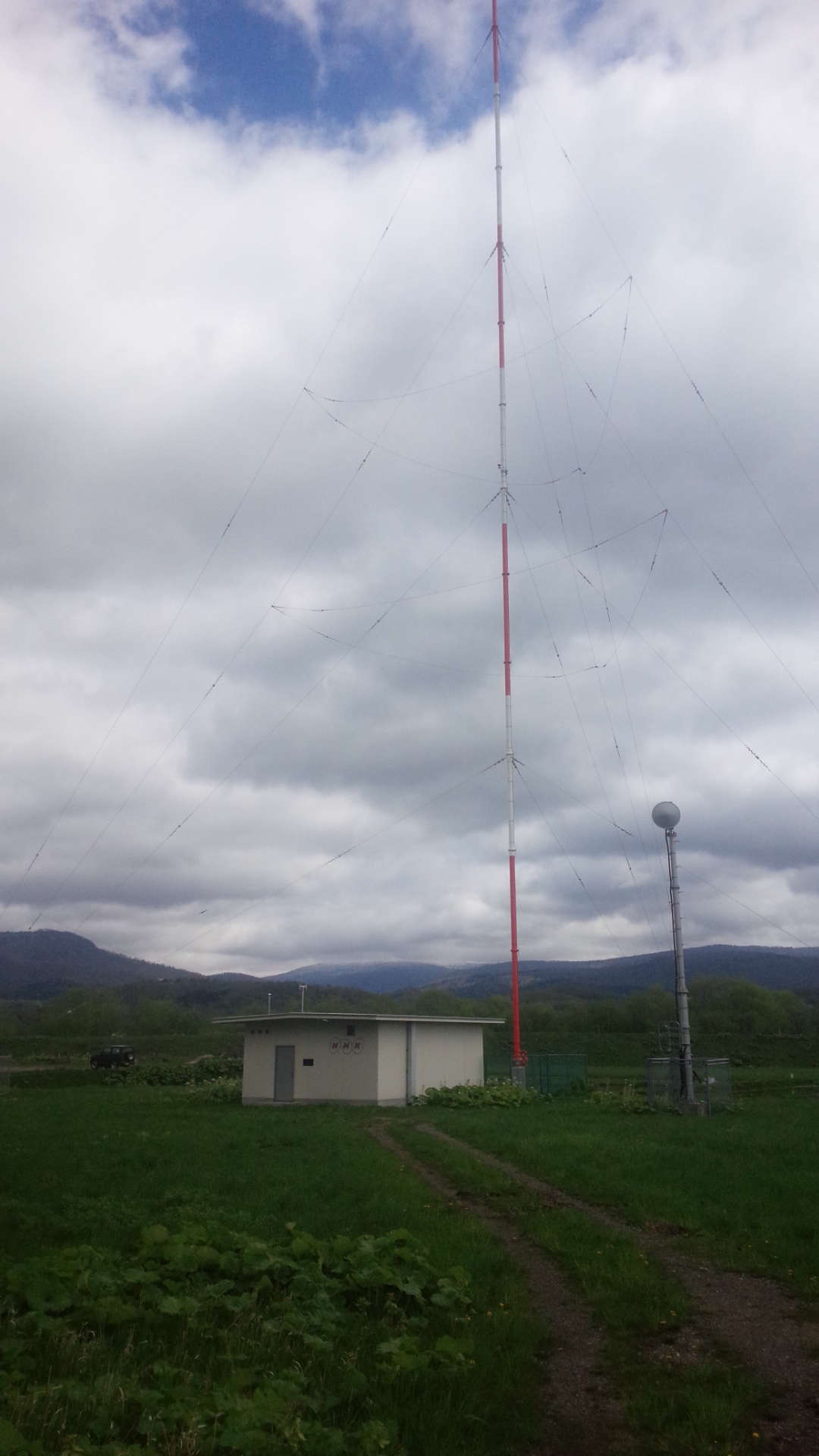
日本放送協会名寄放送局

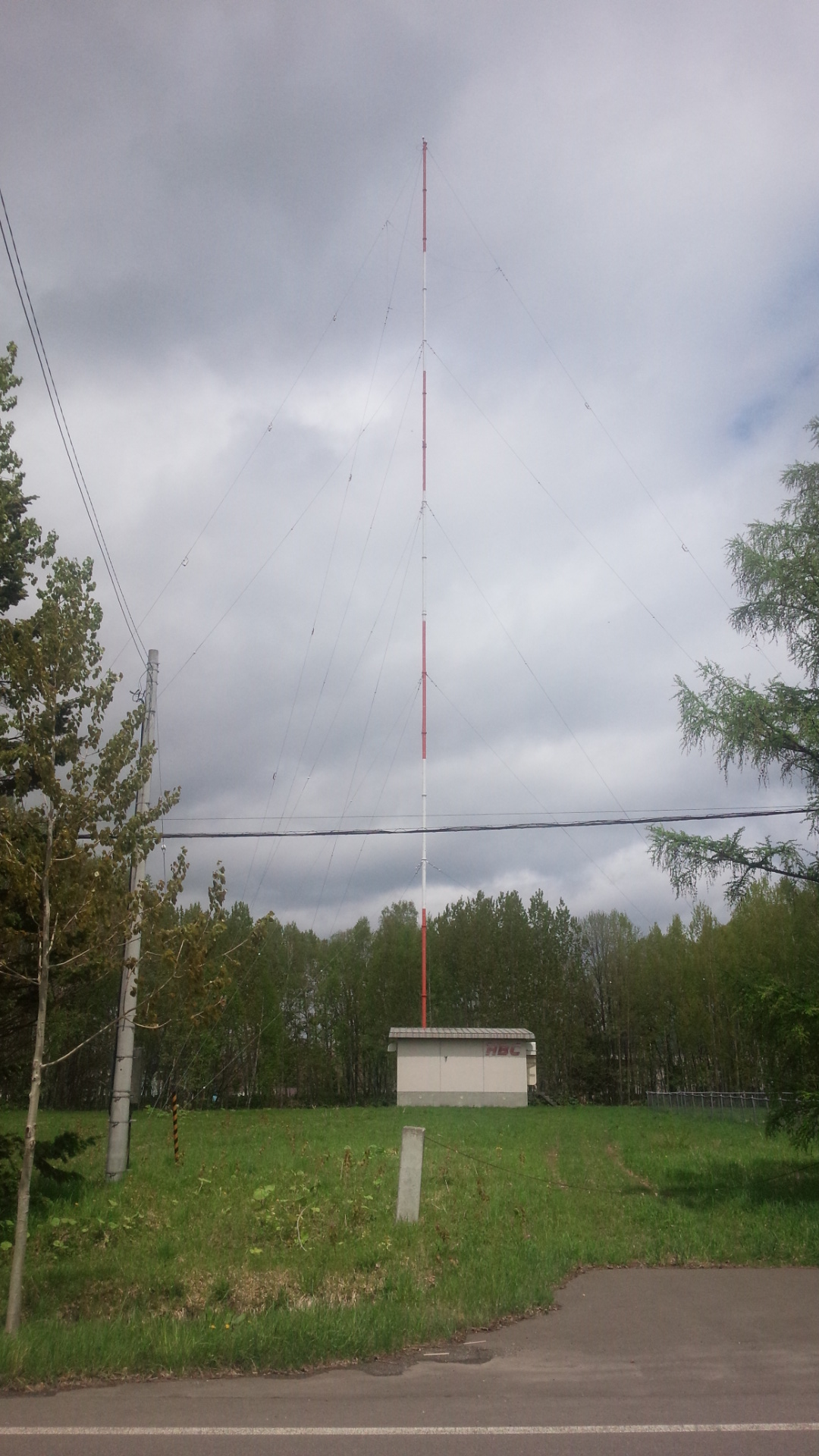
北海道放送(HBCラジオ)名寄中継局

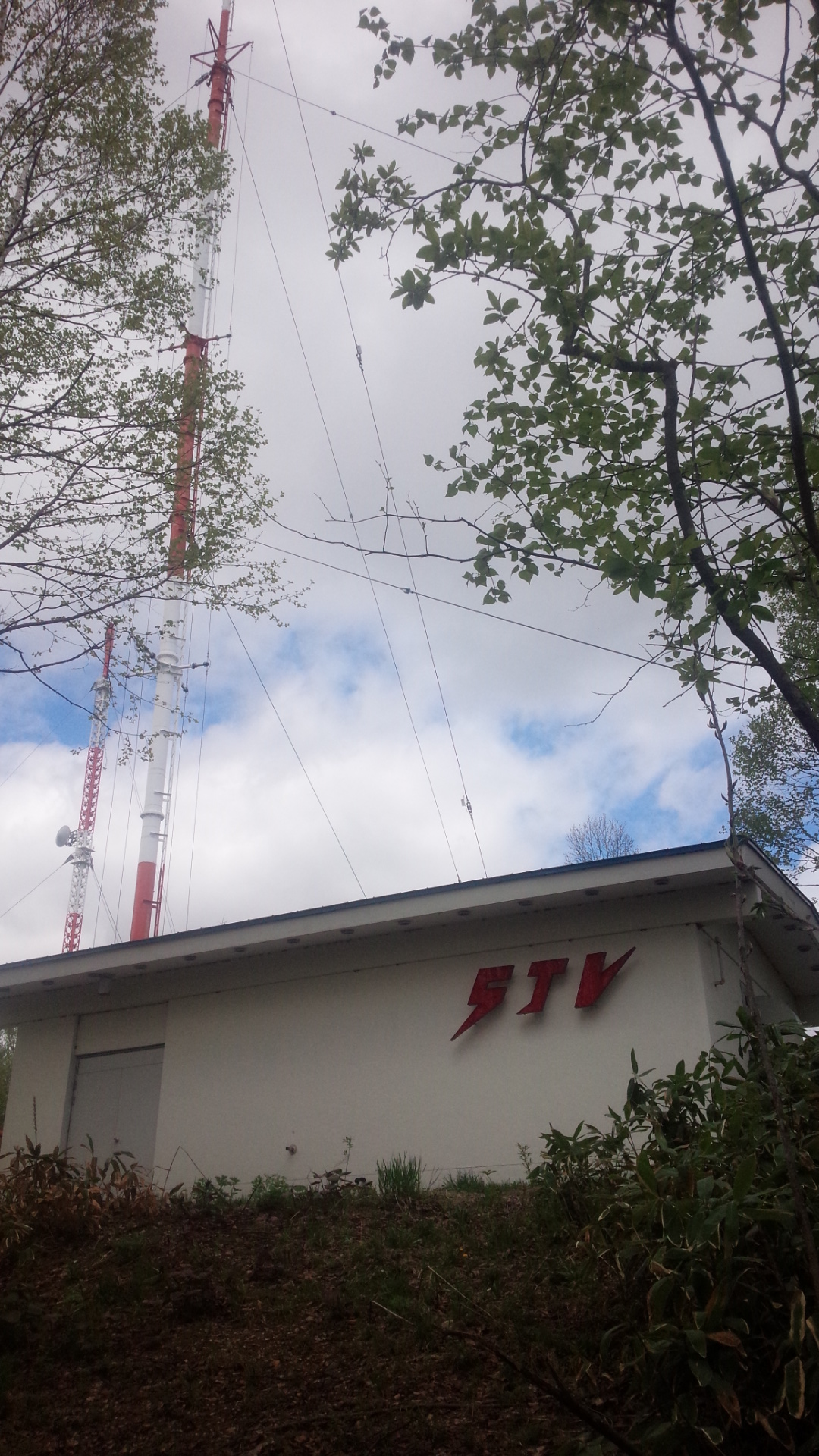
STVラジオ名寄中継局

- NHKの呼出符号は、第1放送がJOCY、第2放送がJOAZであったが、1967年10月31日に廃止された。
  - 呼出符号の「JOCY」は、1997年4月1日に開局したさくらんぼテレビジョン（山形県）に指定、「JOAZ」は、1982年に佐世保放送局（ラジオ第2・教育テレビ）に指定された。
- STVラジオ中継局の施設維持・管理は親会社の札幌テレビ放送が、引き続き担当している。

### 中継局所在地
- NHK…北海道名寄市大橋
- HBC…北海道名寄市緑丘
- STV…北海道名寄市砺波（名寄テレビ中継局と同地点）

STVの中継局は先に1964年に開局したアナログテレビ中継局に併設する形で1976年に設置され、2011年7月24日のアナログテレビ放送終了後もAMラジオのみの送信所として運用を継続している。なお、地上デジタル放送ではこの施設は使用せず、これまでUHFのアナログテレビ放送を行っていた既存の北海道テレビ放送（HTB）・北海道文化放送（UHB）の共同施設をHBCと新たにデジタル新局で2012年度開局予定のテレビ北海道（TVh）も加えて5局で共同使用している。